# Wild Atlantic Way
La Wild Atlantic Way in provincia di Ulster(irlandese: Slí an Atlantaigh Fhiáin)  è un percorso turistico sulla costa occidentale e su parti delle coste nord e sud della Repubblica d'Irlanda. Il percorso di guida di 2 500 km  attraversa nove contee e tre province, che si estende dalla penisola di Inishowen, nella contea di Donegal, nell'Ulster, a Kinsale, nella contea di Cork, a Munster, sulla costa del Mar Celtico.
L'itinerario è suddiviso in cinque tratte:
- Contea di Donegal;
- dalla Contea di Donegal alla Contea di Mayo;
- dalla Contea di Mayo alla Contea di Clare;
- dalla Contea di Clare alla Contea di Kerry;
- dalla Contea di Kerry alla Contea di Cork.

Nella Contea di Kerry, la Wild Atlantic Way comprende i due itinerari turistici panoramici:
- Ring of Kerry;
- Slea Head Road nella Penisola di Dingle.

## Voci correlate

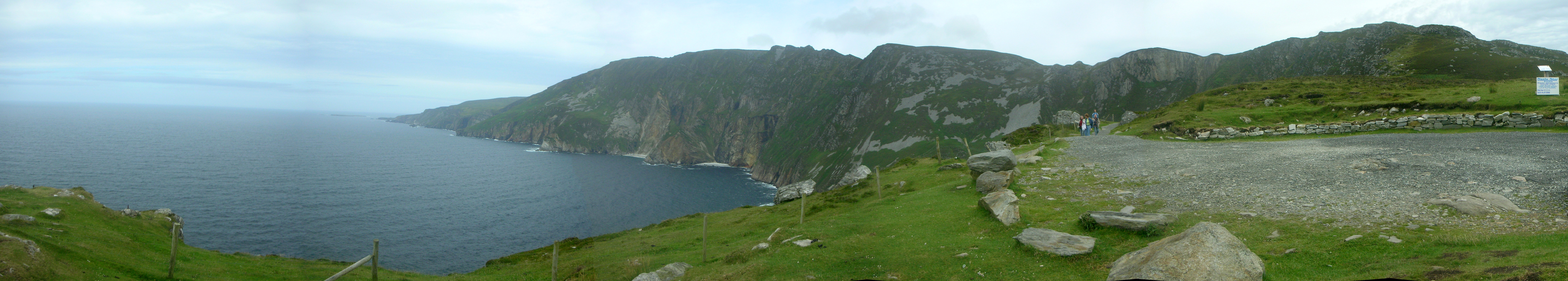